# Les Salles-de-Castillon

Les Salles-de-Castillon este o comună în departamentul Gironde din sud-vestul Franței. În 2009 avea o populație de 386 de locuitori.

## Evoluția populației
| An        | 1975 | 1982 | 1990 | 1999 | 2006 | 2009 |
| --------- | ---- | ---- | ---- | ---- | ---- | ---- |
| Populație | 270  | 283  | 324  | 369  | 342  | 386  |